# 外延性
在数学中，外延性通常指称某种形式的。可追溯到莱布尼兹的原理，两个数学对象是相等的，如果没有区分它们的检验。例如，给出两个数学函数 f 和 g，我们可以说它们是相等的，如果
f(x) = g(x)
对于在公共函数域 X 内的所有 x。这种外延相等是平常的定义，如果函数范围 Y 对于两个也是公共的。在另一方面，如果我们在类型论的意义上通过附着到它们上的数据来区分函数，这样我们可以选择一个更大的集合比如 Z 作为它们之一的范围，则这种相等不同于“外延”意义的相等。这种意义下外延性可能会失败。另一种意义的相等考虑“函数被计算的过程”，如果这么考虑，通常会同外延性相抵触。
在公理化集合论中，外延性被表达为外延公理，它声称两个集合是相等的，当且仅当它们包含相同的元素。在 lambda 演算中，外延性被表达为 eta-变换规则，它允许在指示相同函数的任何两个表达式之间的转换。

## 舉例
考慮從自然數映射的兩個函數 {\displaystyle f} 和 {\displaystyle g}，定義如下：
- 找到{\displaystyle f(n)}，首先將 {\displaystyle 5}加到 {\displaystyle n}，然後乘以 {\displaystyle 2}。
- 找到{\displaystyle g(n)}，首先將 {\displaystyle n}乘以 {\displaystyle 2}，然後加 {\displaystyle 10}。

這些功能在外延性的意義上是相同的；給定相同的輸入，兩個函數總是產生相同的值。但是函數的定義並不相同；但是在內涵定義比較時，這兩個函數並不相同。
在自然語言中，類似地存在許多謂詞（關係），這些謂詞本質上原來可能是不同涵義的，但使用指稱作用的外延性就變成同義詞了。例如假設在一個城鎮中有一個名叫喬的人，他是該鎮最老的人。而句中的兩個論證謂詞“有一個人名”和“是最老的人”在比較內涵定義時明顯是截然不同的概念，但解析整句後，對該“城鎮”中有個“喬”“是最老的人”的外延性，則意義即等同。